# Вільна Україна (газета)
Ві́льна Украї́на — самвидавна газета, що виходила у березні-квітні 1989 року в Дрогобичі. Перший і єдиний номер газети був надрукований у Вільнюсі в квітні 1989 року накладом 5000 примірників. Одна з перших масових самвидавних газет України радянського періоду.

## Видавці газети
Видавцями газети була група студентів Дрогобицького педінституту та Львівського університету імені Франка, формально не об'єднаних в організацію, хоча в шапці газети значиться, що вона є органом організації «Молода Україна».
До групи входили: Андрій Степанов, Руслана Горін, Руслана Оркуш, Віра Сліпецька, Богдан Чайка, Володимир Кравець, Олесь Пограничний.

## Історія видання
Ініціатором видання був студент факультету іноземних мов Дрогобицького педінституту Андрій Степанов.
Основний корпус матеріалів «Вільної України» становили машинописні просвітницькі статті львівських дослідників та науковців з середовища Товариства Лева, Товариства української мови та УГС. Редакційну статтю від руки написали Андрій Степанов та Руслана Горін у поїзді дорогою у Вільнюс. Газета друкувалась на ротапринті у вільнюському Інституті напівпровідникової фізики АН Литовської РСР. Контактною особою у цьому інституті була пані Регіна.
Як згадував Андрій Степанов: «Коли ми приїхали до Вільнюса, то зустріч з пані Регіною відбувалася у Вільнюській римо-католицькій катедрі. Ми вдавали, що молимося, а потім під час короткої розмови з пані Регіною передали макет…».

## Історія доставки видання в Україну
Двічі до Вільнюса за газетою їздили члени групи, але через стеження (або загрозу стеження) із боку КДБ газету не вдавалось отримати й доставити в Дрогобич. Лише за третьою спробою, 20 квітня 1989 року, газету було доставлено у Дрогобич. Привіз її студент факультету журналістики Львівського університету Олесь Пограничний (на той час вже виключений з університету). Звідси газета почала розповсюджуватися Україною.

## Справа КДБ щодо газети
На підставі доповідної записки голови КДБ УРСР Миколи Голушка «О распространении в г. Львов самодеятельной газеты» було заведено справу (інв. № 2805, фонд 16, в трьох томах на 223 сторінках).
Наступних чисел газети «Вільна Україна» група не випускала.
Частина учасників групи увійшла до Студентського братства «Каменяр» Дрогобицького педагогічного інституту.